# Kjustendil (region)
Kjustendil är en region (oblast) i västra Bulgarien som gränsar till Nordmakedonien och Serbien. Den har en yta på 3 051,5 kvadratkilometer och 121 099 invånare (2017). Huvudorten är Kjustendil.
Kommuner i regionen är Bobosjevo, Bobovdol, Dupnitsa, Kjustendil, Kotjerinovo, Nevestino, Rila, Sapareva Banja och Trekljano.